# Památník obětí a vítězů druhého odboje na Klárově
Památník obětí a vítězů druhého odboje od akademického sochaře Vladimíra Preclíka se nachází v Praze na Klárově. Památník byl odhalen 25. května 2006. Je věnován obětem protinacistického II. odboje z let 1938–1945.

## Historie
Místo pro památník bylo vybráno po dohodě s Českým svazem bojovníků za svobodu, který o stavbu pomníku řadu let usiloval. Městská část Praha 1 a Hlavní město Praha v roce 2003 vyhlásily architektonickou soutěž o nejlepší výtvarný návrh včetně úpravy okolí památníku. Ze soutěže nebyl vybrán vítěz a žádný z návrhů tedy nebyl realizován.
Do nového výběrového řízení bylo pozváno pět konkrétních umělců a vítězem se stal návrh Davida Černého. Jeho návrh měl mít podobu dvou vlnících se ocelových státních praporů se sto padesáti tisíci otvorů ve tvaru lidských tváří, které měly symbolizovat počet českých obětí druhé světové války. Proti realizaci návrhu se ohradil Český svaz bojovníků za svobodu, který nesouhlasil s uvedeným počtem obětí a který pravděpodobně reagoval i na Černého protikomunistické postoje.
Starosta Prahy 1 Vladimír Vihan byl pověřen dalšími jednáními a finálním návrhem se stal (v soutěži druhý) návrh Vladimíra Preclíka, který pro památník na Klárově aktualizoval svůj návrh pomníku americkým vojákům v Plzni, kde měla být dominantou americká vlajka. Architektonické řešení provedl architekt Ivan Ruller a návrhem koncepce parku je Zdeněk Sendler.

### Odhalení pomníku
Odhalení bylo původně plánováno na 8. května 2005, na výročí 60 let od konce 2. světové války , dílo se ale nepodařilo včas vyrobit. Pomník 25. května 2006 slavnostně odhalili tehdejší pražský primátor Pavel Bém, předseda Senátu PČR Přemysl Sobotka, starosta městské části Praha 1 Vladimír Vihan a předsedkyně ČSBS Anděla Dvořáková. Ceremoniálu se účastnila řada dalších hostů, včetně přímých účastníků II. odboje, zástupců Kanceláře prezidenta a členů Rady hlavního města včetně náměstka primátora Jana Bürgermeistera.

## Podoba památníku

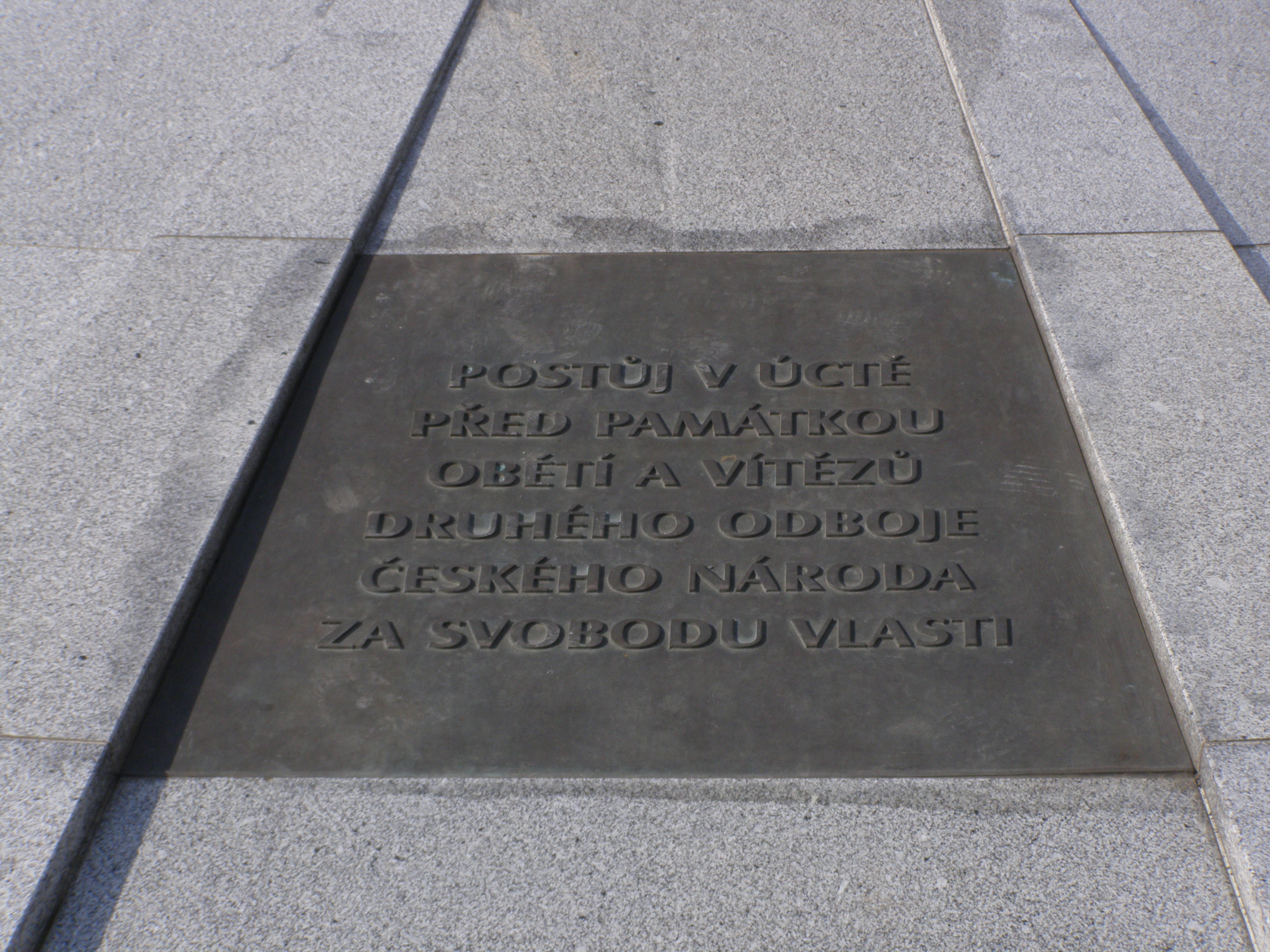
Deska na žulovém podstavci památníku

Pomník tvoří stylizovaná potrhaná československá vlajka na mohutném žulovém podstavci. Vlajka z bronzu je opatřena barevnou patinou v národních barvách. Doplněna je deskou s nápisem: POSTŮJ V ÚCTĚ PŘED PAMÁTKOU OBĚTÍ A VÍTĚZŮ DRUHÉHO ODBOJE ČESKÉHO NÁRODA ZA SVOBODU VLASTI.

### Hodnocení podoby památníku
Pomník byl bezprostředně po odhalení kritizován především z uměleckého hlediska. Za „nejošklivější památník umístěný po roce 1989 v Praze“ ho označili sochaři Jan Hendrych, Kurt Gebauer i původní vítěz soutěže David Černý. Bývalý pražský primátor a architekt Jan Kasl označil památník jako „kýčovitý a odporný“.